# Spazzino (gioco di carte)
Lo Spazzino è un gioco di carte, variante della Scopa, che si pratica con un mazzo di 40 carte da gioco italiane.

## Regole

### Distribuzione delle carte
Lo "spazzino" si può giocare in due o in quattro giocatori. Il mazziere deve dare tre carte a ciascun giocatore, iniziando da quello alla propria destra e procedendo in senso antiorario e mettere quattro carte sul tavolo, nell'ordine in cui preferisce. Inoltre ha la possibilità di guardare l'ultima carta del mazzo e metterla sul tavolo se questa non gli piace, in particolare conviene tenere in fondo al mazzo una figura (in modo da poter vincere l'ultima mano), oppure un 7 (che può essere preso solo da un altro 7), o in alternativa una delle prime 3 carte di spade (in modo da non consentire di realizzare una napola all'avversario). Tale operazione può essere fatta per ognuna delle carte da mettere in tavola e comporta un considerevole vantaggio per il mazziere.

### Coppie di gioco
Quando i giocatori sono quattro, si gioca a coppie: ogni giocatore è in coppia con quello in posizione opposta alla sua, cioè il primo con il terzo e il secondo con il quarto. I giocatori non possono parlarsi, né farsi segnali.

### Giocata
Ciascun giocatore a turno gioca una carta: il primo a giocare è il giocatore a destra del mazziere, gli altri seguono in senso antiorario fino ad esaurimento delle carte. Il mazziere cambia ad ogni mano, sempre procedendo in senso antiorario; il mazziere della prima mano viene scelto di comune accordo o per sorteggio. Prima di distribuire le carte, il mazziere fa "tagliare" il mazzo dal giocatore alla propria sinistra.
- Se la carta giocata è di valore uguale a quello di una carta, o alla somma dei valori di più carte che si trovano sul tavolo, il giocatore prende la carta da lui giocata e quella o quelle di valore corrispondente, e le pone coperte in un mazzetto di fronte a sé; altrimenti lascia la carta sul tavolo. Le figure (fante, cavallo e re) non possono prendere carte sommate (es. un fante non può prendere un asso, un tre e un quattro.

- Se un giocatore prende una carta che il giocatore precedente ha giocato utilizzando una sola carta (un quattro con un quattro, ecc.) realizza una "piccola": questa vale un punto. Per contrassegnare la "piccola" effettuata, il giocatore pone nel mazzetto delle sue prese una carta scoperta e la mette di traverso alle altre.

- Se un giocatore prende tutte le carte che si trovano sul tavolo, realizza uno "spazzino": questa vale il valore nominale per le carte normali, 2 per il fante, 3 per il cavallo e 4 per il re. Per contrassegnare lo spazzino effettuato, il giocatore pone nel mazzetto delle sue prese una carta scoperta e la mette di traverso alle altre.

- Se un giocatore prende con una carta due o più carte dello stesso seme (es. un 5 di coppe e un 2 di coppe con un 7 di coppe) realizza un "bagari" o "simili". Nell'esempio il giocatore realizza 3 punti e mette le carte nel mazzetto delle sue prese di traverso alle altre.

- Al termine della mano, tutte le carte eventualmente rimaste sul tavolo vengono prese dal giocatore che ha preso per ultimo. Se il giocatore che gioca l'ultima carta prende la carta del giocatore precedente, questa non vale come "piccola", o se prende tutte le carte sul tavolo, questa non vale come "spazzino" e non è possibile nemmeno realizzare un "bagari".

## Calcolo del punteggio
Al termine di ogni mano viene calcolato il punteggio ottenuto da ciascun giocatore o, se si gioca a coppie, da ciascuna coppia di giocatori nel seguente modo:
- Si assegnano i 7 punti di "mazzo" dati da:
  - il giocatore o la coppia che ha preso più carte di tutti gli altri giocatori o coppie ottiene due punti. Se vi è un pari merito, questi punti non vengono assegnati.
  - il giocatore o la coppia che ha preso più carte del seme di spade (carte italiane) ottiene due punti. Se vi è un pari merito, questi punti non vengono assegnati.
  - il giocatore o la coppia che ha preso il "sette di denari" (onore) ottiene un punto.
  - il giocatore o la coppia che ha preso il "fante di spade" (onore) ottiene un punto.
  - il giocatore o la coppia che ha preso il "due di spade" (onore) ottiene un punto.

- Inoltre vengono assegnati i seguenti punti:
  - ogni "piccola" effettuata durante la mano vale un punto.
  - ogni "spazzino" effettuato durante la mano vale da uno a sette punti (il fante vale due, il cavallo tre, il re quattro e per le altre carte il punteggio è pari al valore nominale).
  - ogni "bagari/bigoi" effettuato durante la mano vale tre o quattro punti (a seconda di quante carte vengano raccolte).
  - il giocatore o la coppia di giocatori che prende l'asso, il due e il tre di spade realizza la "napola/Napoli". La napola/napoli vale tre punti; se però il giocatore ha preso anche il quattro di spade, ne vale quattro. Se ha preso anche il quattro e il cinque, ne vale cinque; se ha preso anche il quattro, il cinque e il sei, ne vale sei; e così via. La napola/napoli da dieci punti, che si realizza se il giocatore prende tutte le carte di spade, si chiama anche "napoleone".

Nel caso in cui venga distribuita una mano con le tre carte dello stesso seme e in sequenza, il giocatore può dichiarare il cosiddetto "scaluneddu",assegnandosi 3 punti.
I punti ottenuti in ogni mano vengono sommati a quelli ottenuti nelle mani precedenti; la partita è vinta dal giocatore o dalla coppia di giocatori che per primo raggiunge o supera "31 punti". Se più giocatori o coppie raggiungono o superano i 31 punti nella stessa mano, vince chi ha raggiunto il punteggio più alto. Se vi è un pari merito, si giocano una o più mani di spareggio, finché la parità non è rotta.

## Decretare il vincitore
Sono 2 le modalità della fine del gioco al raggiungimento del punteggio.
Vi sono infatti 2 metodi che concludono la sfida finale della partita, 
Il primo prevede che alla fine delle manche chi tra i 2 otterrà il punteggio maggiore sarà il vincitore.
Il secondo metodo per determinare il vincitore prevede che i partecipanti, di comune accordo, decidano all'inizio della partita, di potersi dichiarare vincenti rispetto al proprio avversario al raggiungimento maggior/uguale della soglia di punteggio preventivamente deciso entro la penultima mano di gioco.
Al raggiungimento dell'ultima tornata di gioco il vincitore sarà decretato alla fine della manche stessa.
La mancanza dell'accordo preventivo all'inizio della partita, prevede che questa vada a termine per decretare il vincitore.
Se la partita vede coinvolti più di 2 giocatori (4) non è possibile dichiararsi vincenti.
In quest'ultimo caso il metodo per decretare il/i vincitore/i resta di conteggiare i punti ottenuti alla fine della manche.

## Strategia
La prima regola generale da osservare è quella di non consentire all'avversario che segue di fare "piccola", "bagari/bigoi", "spazzino" o la "napola/napoli".
Nel corso del gioco, poi, i giocatori abili prendono nota mentalmente (è proibito prendere appunti) di quali carte sono già state giocate, e quindi quali carte è più o meno probabile che l'avversario abbia in mano per correre meno rischi che l'avversario faccia una o peggio tre piccole.
Un'altra regola da seguire è quella di curare in modo particolare le carte "importanti" per il gioco, e quindi di non offrire agli avversari l'occasione di prenderle: gli onori; l'asso, il due e il tre di spade; e con minore importanza le altre carte di spade.

### Contatori
I migliori giocatori di spazzino tengono a mente tutte le carte passate, naturalmente è una qualità che si affina con il passare degli anni. Alternativamente esiste una tecnica utile per chi vuole iniziare a giocare a buon livello: l'utilizzo dei contatori.
Questo metodo di conteggio prevede l'utilizzo di sette contatori, ognuno dei quali associato ai tipi di carte non figura: assi, due, tre, etc. Ogni qualvolta un tipo di carta rimane spaiata, il contatore passa da 0 a 1, in caso ritorni appaiata viceversa.
Per esempio, se in prima mano si prendono un tre e un quattro con un sette, si avrà che un tre, un quattro e un sette non sono accoppiati a carte dello stesso valore, quindi i sette contatori avranno nell'ordine i seguenti valori: 0, 0, 1, 1, 0, 0, 1.
Se l'avversario prendesse un asso e un tre con quattro, si avrebbe questa situazione: l'asso si spaierebbe, mentre il tre e il quattro si accoppierebbero con quelli già pescati e i sette contatori avranno nell'ordine i seguenti valori: 0, 0, 1, 1, 0, 0, 1.
Naturalmente, invece di contare 0 o 1, è possibile contare in modo effettivo tutti i tipi di carte passate, con questo tipo di conteggio ha senso di contare le figure (0, 2 o 4) visto che non si tiene conto del solo disaccoppiamento. Questa tecnica permette di sapere con alta probabilità cosa ha il nostro avversario durante l'ultima mano, spesso decisiva per assegnare i punti delle carte e delle spade.